# Altenburger Land (district)
Districtul Altenburger Land este un Kreis în landul Turingia, Germania.
Districtele învecinate sunt Greiz în Turingia, Burgenlandkreis în Saxonia-Anhalt precum și Leipziger Land, Mittweida, Chemnitzer Land și Zwickauer Land în Saxonia. Capitala sa e Altenburg.
1. 1 2  GeoNames